# 257 Silesia
Silesia (asteroide 257) é um asteroide da cintura principal com um diâmetro de 72,66 quilómetros, a 2,7458413 UA. Possui uma excentricidade de 0,1187167 e um período orbital de 2 008,79 dias (5,5 anos).
Silesia tem uma velocidade orbital média de 16,87379559 km/s e uma inclinação de 3,64796º.
Esse asteroide foi descoberto em 5 de abril de 1886 por Johann Palisa.